# فوزينها
جوسيمار دياز (بالبرتغالية: Josimar Dias‏) (مواليد 3 يونيو 1986) يشتهر بـفوزينها، هو لاعب كرة قدم من الرأس الأخضر في مركز حراسة المرمى.

## روابط خارجية
- صفحة اللاعب على فوتبول داتابيز
- فوزينها على موقع إي إس بي إن إف سي (الإنجليزية)
- فوزينها على موقع قاعدة بيانات كرة القدم.إي يو (الإنجليزية)
- فوزينها على موقع ناشيونال فوتبول تيمز (الإنجليزية)
- فوزينها على موقع Soccerbase.com (لاعب) (الإنجليزية)
- فوزينها على موقع Soccerway.com (الإنجليزية)
- فوزينها على موقع عالم كرة القدم.نت (الإنجليزية)